# Maxime Fomine
Maxime Iourévitch Fomine (en ukrainien : Максим Юрійович Фомін, en russe : Максим Юрьевич Фомин), plus connu sous le nom de Vladlen Tatarsky (en russe : Владлен Татарский), né le 25 avril 1982 à Makiïvka (république socialiste soviétique d'Ukraine, Union soviétique) et mort le 2 avril 2023 à Saint-Pétersbourg (Russie), est un correspondant militaire, blogueur russe d'origine ukrainienne et ancien combattant de la guerre russo-ukrainienne.
Il était actif en tant que propagandiste pour la Russie et les forces séparatistes en Ukraine jusqu'à ce qu'il soit éliminé lors d'une opération à Saint-Pétersbourg en 2023,.

## Biographie

### Séjour en prison et guerre en Ukraine
Maxime Fomine est né en 1982 à Makiïvka dans l'oblast de Donetsk (RSS d'Ukraine). En 2011, il est emprisonné en Ukraine pour braquage de banque. Alors que la guerre du Donbass éclate, il s'évade de prison et rejoint l'armée de la république populaire de Donetsk, soutenue par la Russie. Plus tard, il est arrêté et finalement emprisonné à nouveau.
Maxime Fomine est ensuite gracié par Alexandre Zakharchenko, le chef de la république populaire de Donetsk, et obtient l'opportunité de se battre contre l'armée ukrainienne aux côtés du bataillon Vostok pendant la guerre du Donbass.
Après avoir servi dans l'armée, vers 2017, il tient un blog sous le pseudonyme de Vladlen Tatarsky. Le nom est une allusion à la fois à Lénine (Vladimir Lénine) et au premier roman du satiriste russe Viktor Pelevine en 1999, Generation « П », où le nom du protagoniste est Vavilen Tatarsky (Babylen Tatarsky dans la traduction anglaise).
Maxime Fomine écrit sur son blog que « des milliers d'officiers russes » avaient servi dans le Donbass dès octobre 2014, contredisant ainsi la position officielle russe selon laquelle la fédération de Russie n'était pas impliquée militairement en Ukraine avant 2022.

### Chaîne Telegram
Maxime Fomine était une figure éminente parmi les blogueurs militaires russes. La popularité de sa chaîne Telegram augmente considérablement après l'invasion russe en février 2022, atteignant plus de 560 000 personnes au moment de son assassinat. Il est également invité à des émissions politiques à la télévision d'État. Maxime Fomine est connu pour ses opinions extrêmes, critiquant les commandants militaires russes et Vladimir Poutine pour leur approche trop douce.
En 2016-2017, sur son blog, il publie principalement des entretiens avec des commandants sur le terrain et des événements sur la ligne de front, où il écrit ouvertement sur l'abus d'alcool et de drogues ainsi que sur les pillages et le crime organisé parmi les soldats russes du Donbass. En 2022, il est invité à écrire pour RT et devient co-animateur de l'émission de Vladimir Soloviev. Au cours de cette période, sa position s'aligne sur la ligne officielle du Kremlin, à tel point qu'il est critiqué par d'autres correspondants de guerre pour son optimisme excessif. Il nie par exemple la possibilité que l'Ukraine libère Kherson.
Il qualifie régulièrement l'Ukraine d'« état terroriste » et plaide pour sa défaite. Le 13 septembre 2022, il demande au Kremlin « une frappe nucléaire sur l'île des Serpents pour avertir les soutiens de l'Ukraine que la Russie n'a pas abattu toutes ses cartes »,. Dans une vidéo, il s'enregistre disant : « Nous vaincrons tout le monde, nous tuerons tout le monde, nous volerons tout ce dont nous avons besoin. Tout sera comme nous l'entendons ». La vidéo est enregistrée au Kremlin, où Fomine a été invité à assister à l'annonce de Poutine de mobilisation partielle le 30 septembre 2022.
En raison de ses opinions et de son implication dans le conflit, Fomine est sanctionné par l'Ukraine. Il se voit interdire l'entrée dans le pays pendant dix ans et tous les biens lui appartenant en Ukraine sont confisqués. Malgré ces sanctions, Fomine continue à promouvoir ses opinions et ses convictions via son blog et les réseaux sociaux.

### Assassinat
Le 2 avril 2023, Maxime Fomine est tué dans une explosion alors qu'il assiste à un événement organisé dans un café de Saint-Pétersbourg. 24 autres personnes sont blessées, dont six grièvement, selon les autorités russes. Le café appartiendrait à Evgueni Prigojine. Une résidente de Saint-Pétersbourg, Darya Trepova, considérée comme suspecte par la commission d'enquête de Russie, est arrêtée le lendemain,.
À la suite de l'incident, Margarita Simonyan, Tina Kandelaki et Anton Krassovski accusent l'Ukraine de l'attaque et appellent à des représailles,. Prigojine suggère, quant à lui, que les acteurs étatiques ukrainiens ne sont pas responsables et Mykhaïlo Podoliak attribue l'attentat à la Russie. L'attentat est revendiqué le 4 avril 2023 par l'Armée nationale républicaine russe.

## Décoration
- Ordre du Courage (2023, à titre posthume,  Russie)[18]